# Wolfshainer Bach
Der Wolfshainer Bach ist ein etwa drei Kilometer langer rechter und nördlicher Zufluss des Bleichenbaches in Hessen.

## Geographie

### Verlauf
Der Wolfshainer Bach entspringt auf einer Höhe von etwa  348 m ü. NHN am Westrand eines kleinen Nadelwaldes westlich von Gedern-Wenings unmittelbar neben der Verbindungsstraße zwischen Wenings und Hirzenhain-Merkenfritz. 
Er fließt zunächst etwa einen halben Kilometer in Richtung Westsüdwest durch Äcker und Wiesen und dann am Südhang des Birkertkopfes (348 m ü. NHN) durch einen Nadelwald. Westlich des Waldgewanns Wolfshain wendet er sich dann nach Süden. Er zieht nun durch offene Flur und mündet schließlich  nördlich von Ortenberg-Gelnhaar auf einer Höhe von etwa 308 m ü. NHN in den Bleichenbach.
Der 3 km lange Lauf des Wolfshainer Bachs endet ungefähr 40 Höhenmeter unterhalb seiner Quelle, er hat somit ein mittleres Sohlgefälle von etwa 13 ‰.

### Flusssystem Nidder
- Fließgewässer im Flusssystem Nidder